# Коптево (Торжокский район)
Коптево -деревня в Торжокском районе Тверской области. Входит в состав Мошковского сельского поселения.

## История
В 1853 году деревня Коптева Мошковской волости имела 43 двора.
В 1914 году деревня входила в Загорский приход.
До 1995 года деревня входила в Булатниковский сельсовет. относилась к  колхозу имени Ф.Э .Дзержинского.
До 2005 года деревня входила в Булатниковский сельский округ.

## Население
| 2010 |
| ---- |
| 19   |